# كنكارو
كنكارو تتبع مدينة جبلة في محافظة اللاذقية على الساحل السوري وتبعد عنها حوالي 18 كم وترتفع عن سطح البحر حوالي 200م وتطل على البحر في منظر أخاذ.
كنكارو بالسريانية تعني منزل الفلاح حيث كلمة قن تعني منزل وآكورو تعني فلاح.
ومن أعلامها الفقيه عيسى عمران والأديب محمد عبد الرحمن.
تشتهر كنكارو بزراعة التبغ والتين والزيتون وتتميز مع قرى مدينة جبلة بطريقة خاصة لاستخراج زيت الزيتون المسمى زيت خريج والذي تخضع فيه ثمار الزيتون لعملية سلق بالماء المغلي ومن ثم تجميع (تخمير)لبضعة أيام وبعدها تشميس ومن ثم عصر.
تتميز القرية بطبيعة جميلة وخاصة منطقة الوادي حيث تتفجر الينابيع من قلب الصخر وأهمها:عين الديريني والبركة.
تتوحد هذه الينابيع في مسيل لتشكل نهر موسمي هو نهرالقصب وتكثر الدوارات فيه مثل:دوار الدلبة والحرامي وسعيد ودوار القطاط وفيها طواحين قمح قديمة أثرية ما زالت أقنية الماء فيها واضحة بالإضافة لأشجار الجوز الجميلة.
ومن مناطقها-الرويسة - تحت الرعاش - جرن أبو قشة -الصومعة - الطي -المسيل - جورة الريحان -النطافة -الهردوب -السفحة -وادي زيدان - كرم الشيخ حمدان - العوزرانية - نبوعة الكروم - حجر العياطة - عين الديريني - الجريفات -الخريبية - عين السنديانة - مسيل البدر - رويسة الخموسة - حارة البلان - حرشة كشور - حارة نبيعة - كوارة الضبعة - عين الطحيلة - الشذريقة -عين المغارة.
- قرية كنكارو-القطيلبية << جبلة-اللاذقية-سورية >>

‌